# Gare de Lure
La gare de Lure est une gare ferroviaire française de la ligne de Paris-Est à Mulhouse-Ville, située sur le territoire de la commune de Lure, sous-préfecture du département de la Haute-Saône, en région Bourgogne-Franche-Comté.
Elle est mise en service en 1858, par la Compagnie des chemins de fer de l'Est. Lure a possédé quatre gares distinctes, mais à des époques différentes ; seulement trois gares fonctionnèrent en même temps.
C'est une gare de la Société nationale des chemins de fer français (SNCF), desservie par des trains TER Bourgogne-Franche-Comté et TER Grand Est.

## Situation ferroviaire
La gare de bifurcation de Lure est située au point kilométrique (PK) 410,969 de la ligne de Paris-Est à Mulhouse-Ville, entre les gares ouvertes de Vesoul et de Ronchamp, au PK 126,696 de la ligne de Blainville - Damelevières à Lure et au PK 485,349 de la ligne de Montbozon à Lure fermée au service des voyageurs. Son altitude est de 293 m.

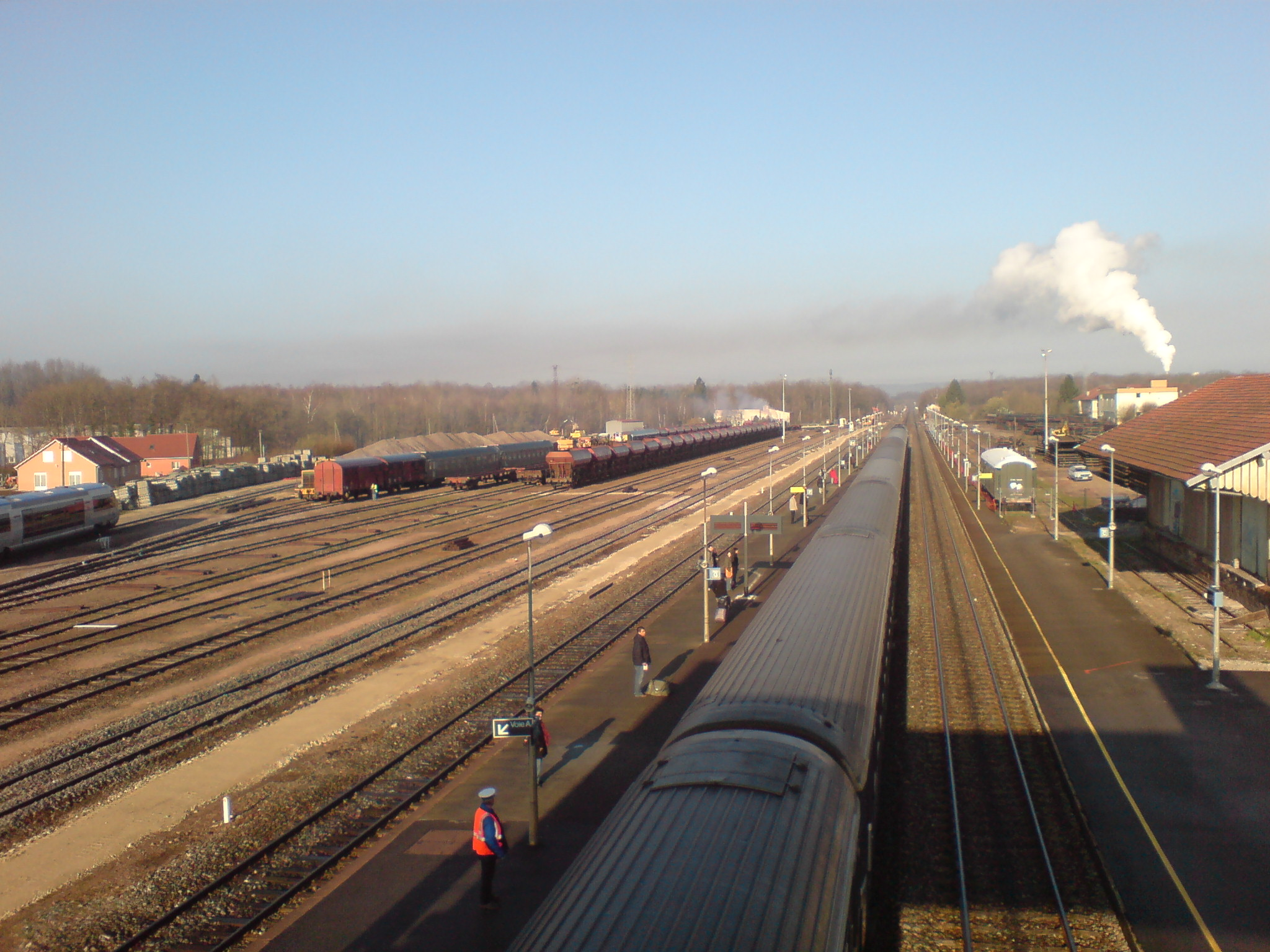
La gare avec la ligne, les quais et les voies de service en 2008.

## Histoire

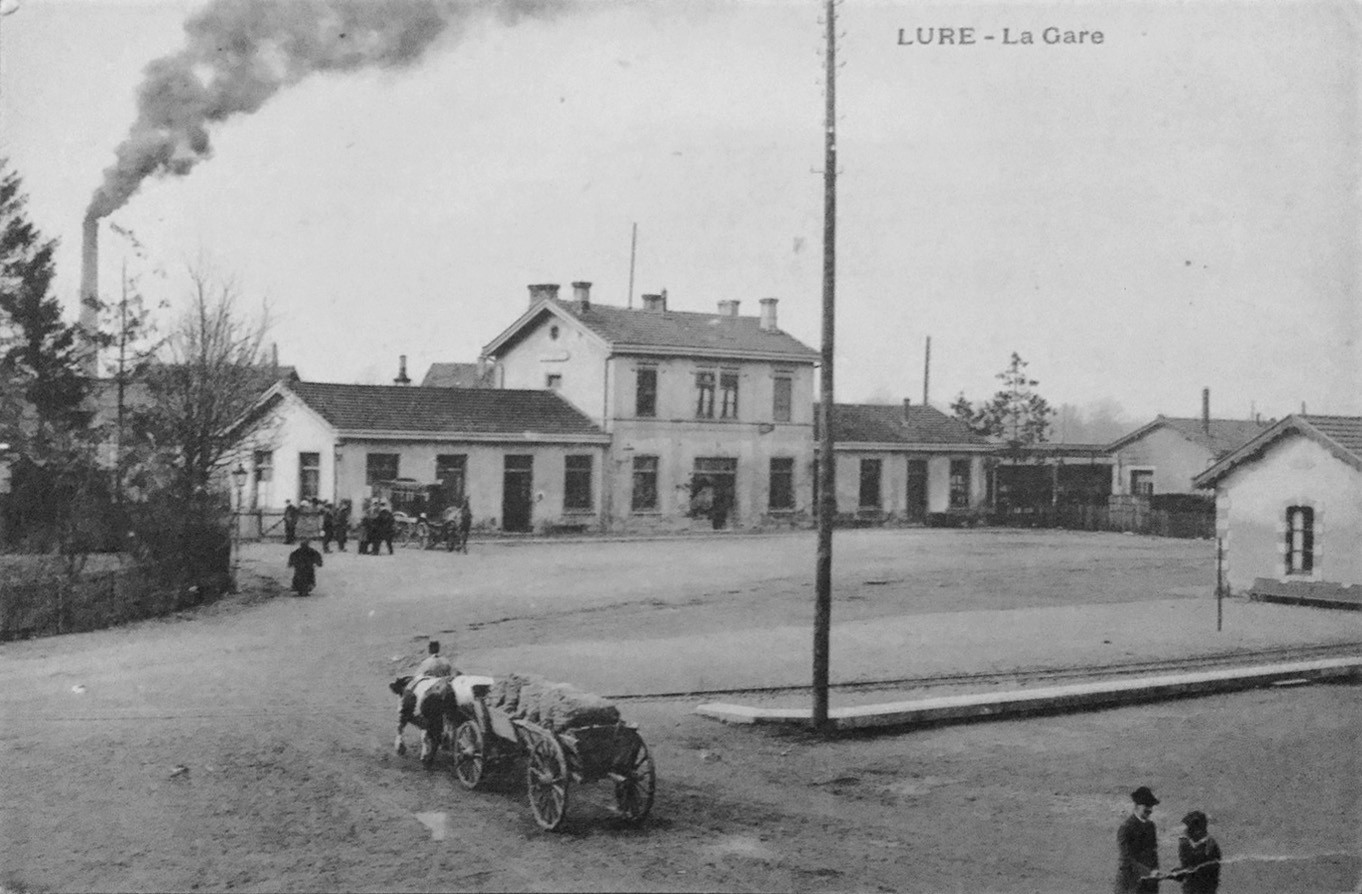
Le bâtiment voyageurs d'origine.

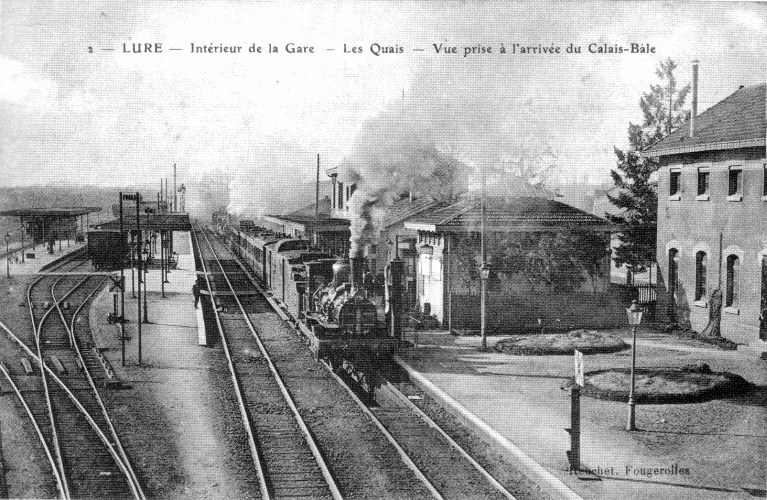
L'intérieur de la gare et l'arrivée du train à vapeur reliant Calais à Bâle au début des années 1900.

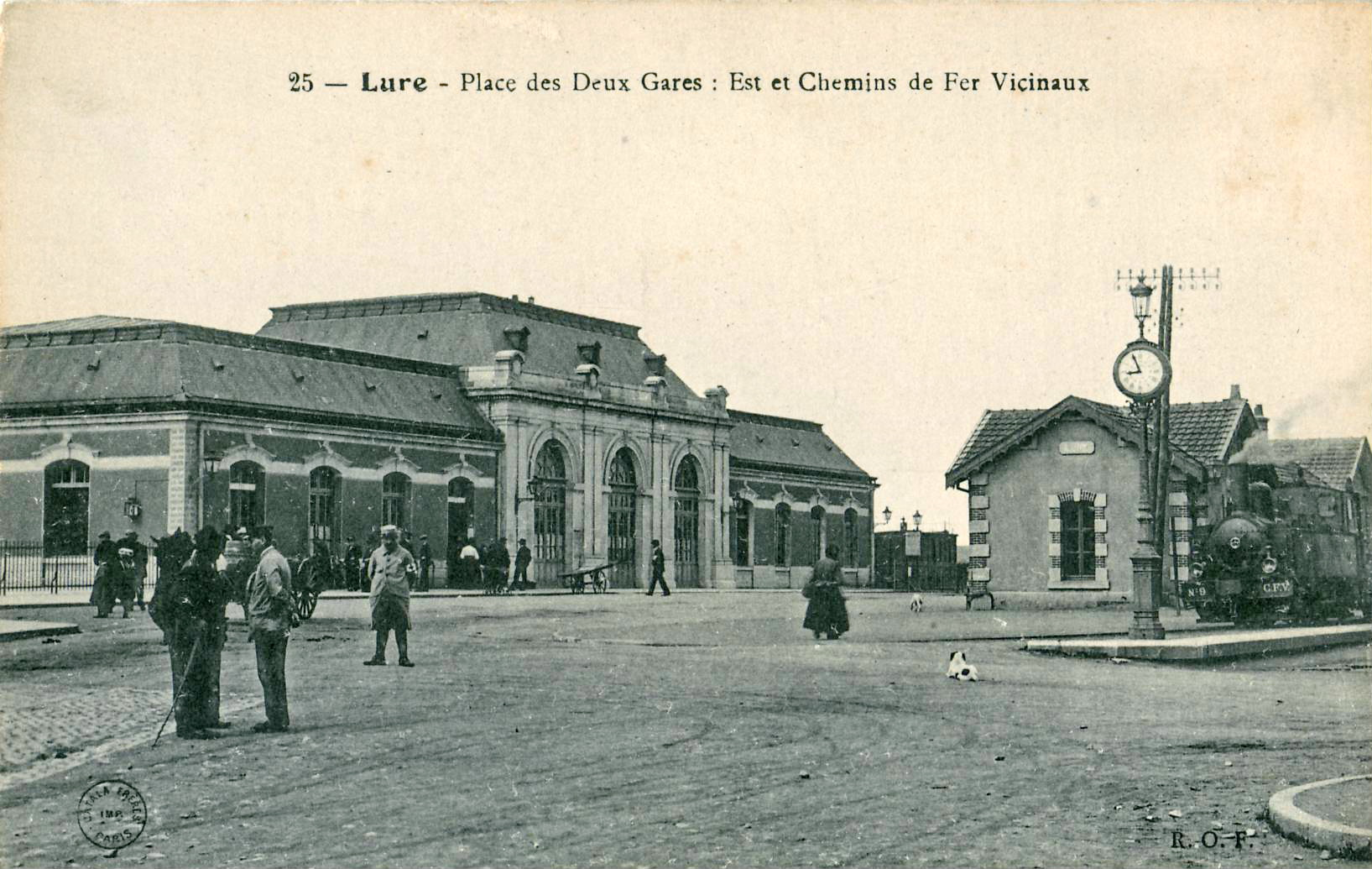
Devant la gare des Chemins de fer de l'Est se trouvait le petit bâtiment voyageurs des Chemins de fer vicinaux de la Haute-Saône, dont la locomotive no 9 est prête au départ.

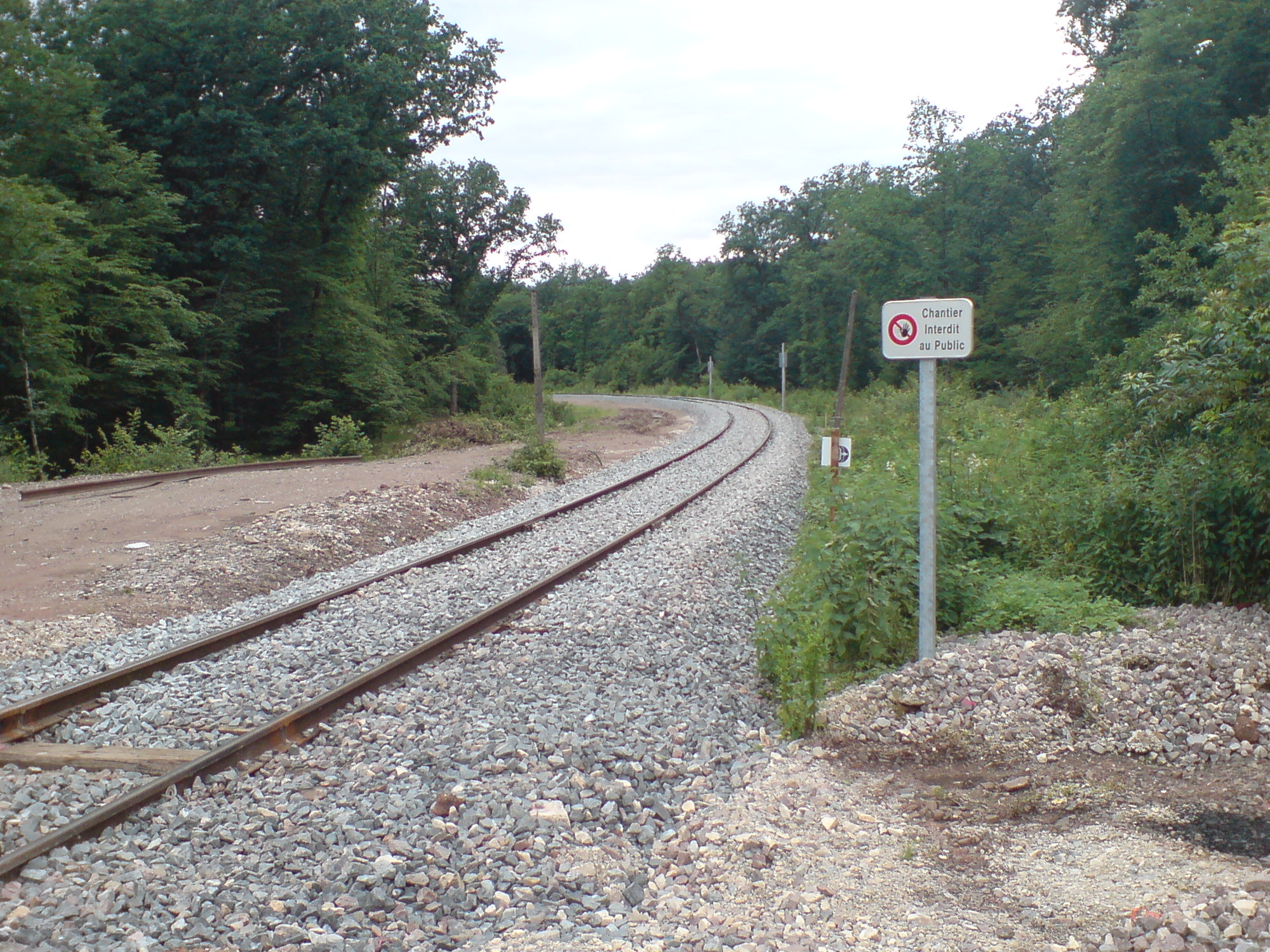
Réhabilitation du tronçon de Lure à Villersexel, désaffecté depuis 20 ans. Ce projet fait partie de la construction de la LGV Rhin-Rhône.

La station de Lure est mise en service le 26 avril 1858 par la Compagnie des chemins de fer de l'Est, lorsqu'elle ouvre à l'exploitation la section de Vesoul à Belfort qui permet l'ouverture de la totalité de sa ligne de Paris à Mulhouse.
La ville a participé au financement et légué gratuitement 90 ares de terrains, malgré quelques refus notamment celui d'une famille bourgeoise qui stoppa provisoirement le projet. Ce terrain fut échangé le 1er mars 1858. La gare fut dotée d'un télégraphe à usage exclusivement professionnel. À l'époque, la gare n'était qu'un groupe de plusieurs bâtiments et d'un réservoir à eau pour les locomotives à vapeur.
Avec le succès du rail en France, tant pour le nombre de voyageurs que la quantité de marchandises transportée, la gare dotée d'un simple bâtiment de plan standard atteint ses limites. Il fut alors décidé d'un premier agrandissement en avril 1876. Les travaux dureront se 1878 à 1879. Parmi les nouveautés, on peut citer la présence de WC, d'une lampisterie, d'une passerelle et d'un foyer pour cheminots, sur deux étages, de 21 mètres sur 9 mètres. Il servait comme hôtel, pour héberger, nourrir et proposer des lavabos aux équipes de relais et aux équipes présentes sur les trains qui, à l'époque, étaient beaucoup plus lents.
Malgré tous ces aménagements, la gare est toujours insuffisante en matière de capacités, de taille et de rendement. Des projets seront étudiés, et de nouveaux travaux seront exécutés en 1905. En 1910, la gare est rasée pour laisser la place à un plus grand complexe. Le bâtiment principal, le seul subsistant, sera très agrandi et remis à neuf. Il mesure une cinquantaine de mètres de longueur pour une quinzaine de mètres de largeur. La gare possède trois quais pour les voyageurs, soit un de plus. Les voies de manœuvre passent de 7 à 21. La gare fonctionne à plein rendement, ce qui rend la région économiquement prospère. Cent vingt cheminots y travaillent. Un nouveau château d'eau encore plus grand est en place.
Elle a été la cible de quelques bombes durant la Première Guerre mondiale et a participé à l'acheminement du matériel militaire allemand lorsque Lure a été envahie pendant la Deuxième Guerre mondiale.
D'innombrables sabotages ont eu lieu dans la Haute-Saône et dans la Franche-Comté ; plusieurs ponts ont été détruits et de multiples déraillements ont eu lieu. À Lure, peu de choses se sont passées pendant la guerre. Le 22 septembre 1941, une voie a été détruite par une explosion. Un autre sabotage visant une grue a échoué. Un train a été envoyé sans aucune personne à bord, mais il a été arrêté quelques dizaines de kilomètres plus loin. Trois employés ont été abattus par les Allemands : Louis Girard (auxiliaire), Marcel Vienot (homme d'équipage) et Jean Didier (auxiliaire). Ils n'étaient pas les seuls dans ce cas.
Pendant les années 1990, le château d'eau est retiré, et un parking fait face à la gare. Un arrêt de bus des lignes saônoises se trouve devant la gare.
La ville de Lure n'a pas toujours eu qu'un réseau de chemin de fer. Elle disposait également d'un tramway interurbain, dont le parcours commençait en gare de Lure, passait par le Mont Châtel, et continuait sa route sur plusieurs kilomètres. Il s'agissait des Chemins de fer vicinaux de la Haute-Saône. En 1910, lors de l'apogée du trafic, pas moins de 18 trains entraient et sortaient de la gare.

## Fréquentation
De 2015 à 2024, selon les estimations de la SNCF, la fréquentation annuelle de la gare s'élève aux nombres indiqués dans le tableau ci-dessous.
| Année                      | 2015    | 2016    | 2017    | 2018    | 2019    | 2020    | 2021    | 2022    | 2023    | 2024    |
| -------------------------- | ------- | ------- | ------- | ------- | ------- | ------- | ------- | ------- | ------- | ------- |
| Voyageurs                  | 196 701 | 174 734 | 189 508 | 169 657 | 194 929 | 165 998 | 179 139 | 237 350 | 218 962 | 253 061 |
| Voyageurs et non voyageurs | 245 876 | 218 418 | 236 885 | 212 071 | 243 662 | 207 498 | 223 924 | 296 687 | 273 703 | 316 327 |

## Service des voyageurs

### Accueil
C'est une gare SNCF qui dispose d'un bâtiment voyageurs, avec du personnel permanent. Le hall de la gare est ouvert tous les jours du lundi au samedi de 4 h 30 à 21 h 15 et le dimanche et les jours fériés de 7 h 45 à 23 h 15. Les guichets sont accessibles du mardi au vendredi de 10 h à 12 h 40 et de 14 h à 18 h 30 ainsi que le samedi de 9 h 15 à 16 h 20 ; ils sont fermés le dimanche et le lundi. Elle est équipée d'automates pour l'achat des titres de transport.
Une passerelle couverte munie de deux ascenseurs et deux escaliers permet le passage au-dessus des voies.

### Desserte
La gare est desservie par des trains TER Grand Est, qui effectuent des relations entre les gares de Paris-Est et de Belfort ou de Mulhouse-Ville.
Elle est également desservie par des trains TER Bourgogne-Franche-Comté, sur la relation Vesoul – Lure – Belfort, et TER Grand Est, sur la relation Épinal – Luxeuil-les-Bains – Belfort.

### Intermodalité
Un parc pour les vélos et un parking pour les véhicules y sont aménagés.

## Service des marchandises
La gare est ouverte au service du fret.

## Projets
La municipalité milite pour l'électrification de la ligne ferroviaire Épinal - Belfort qui permettrait la desserte de la gare par des TGV Luxembourg-Lorraine-Lyon-Méditerranée.

## Galerie de photographies

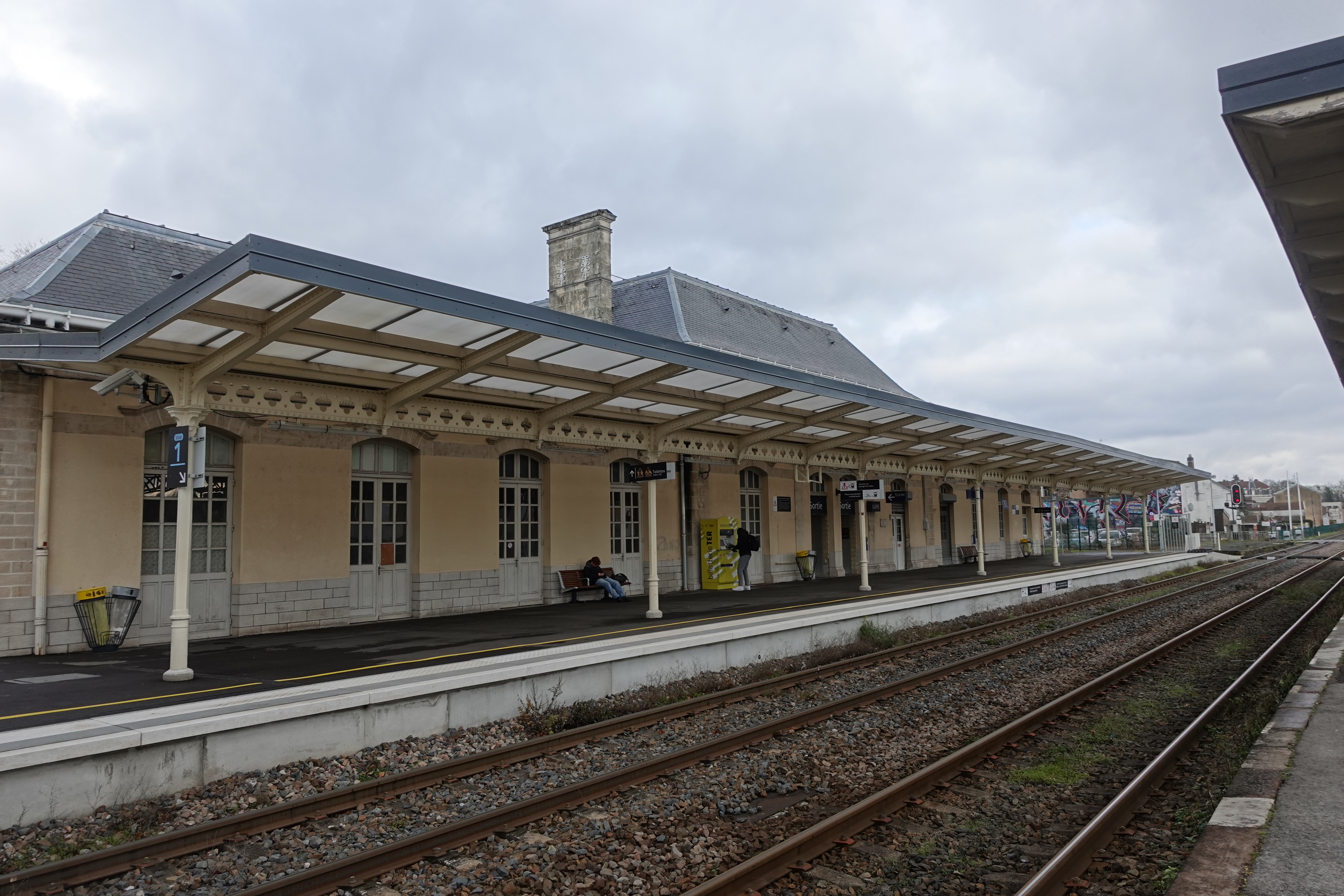
Vue depuis le quai opposé (2024).
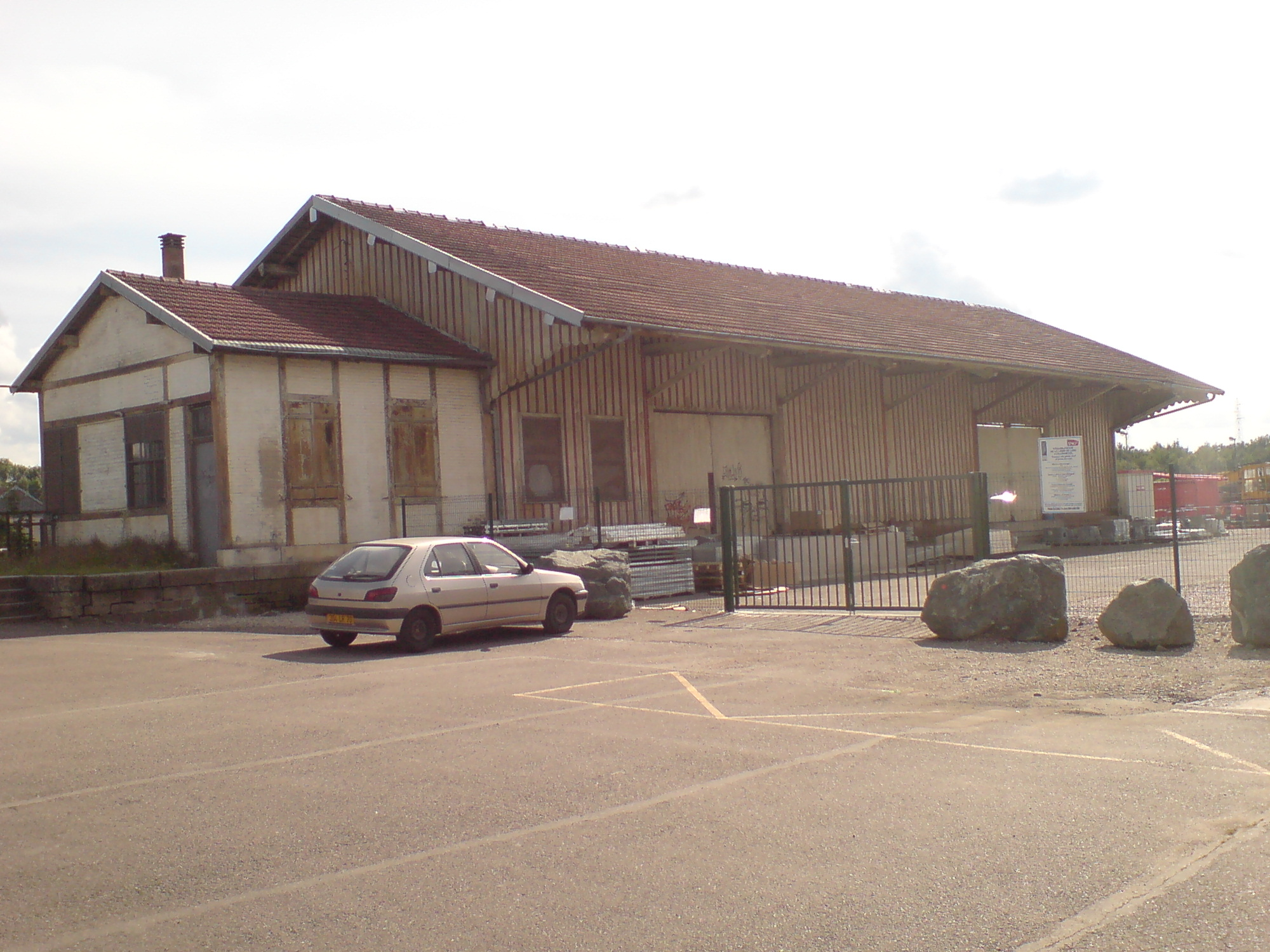
Un ancien bâtiment désaffecté nommé magasin (halle pour les colis et marchandises).
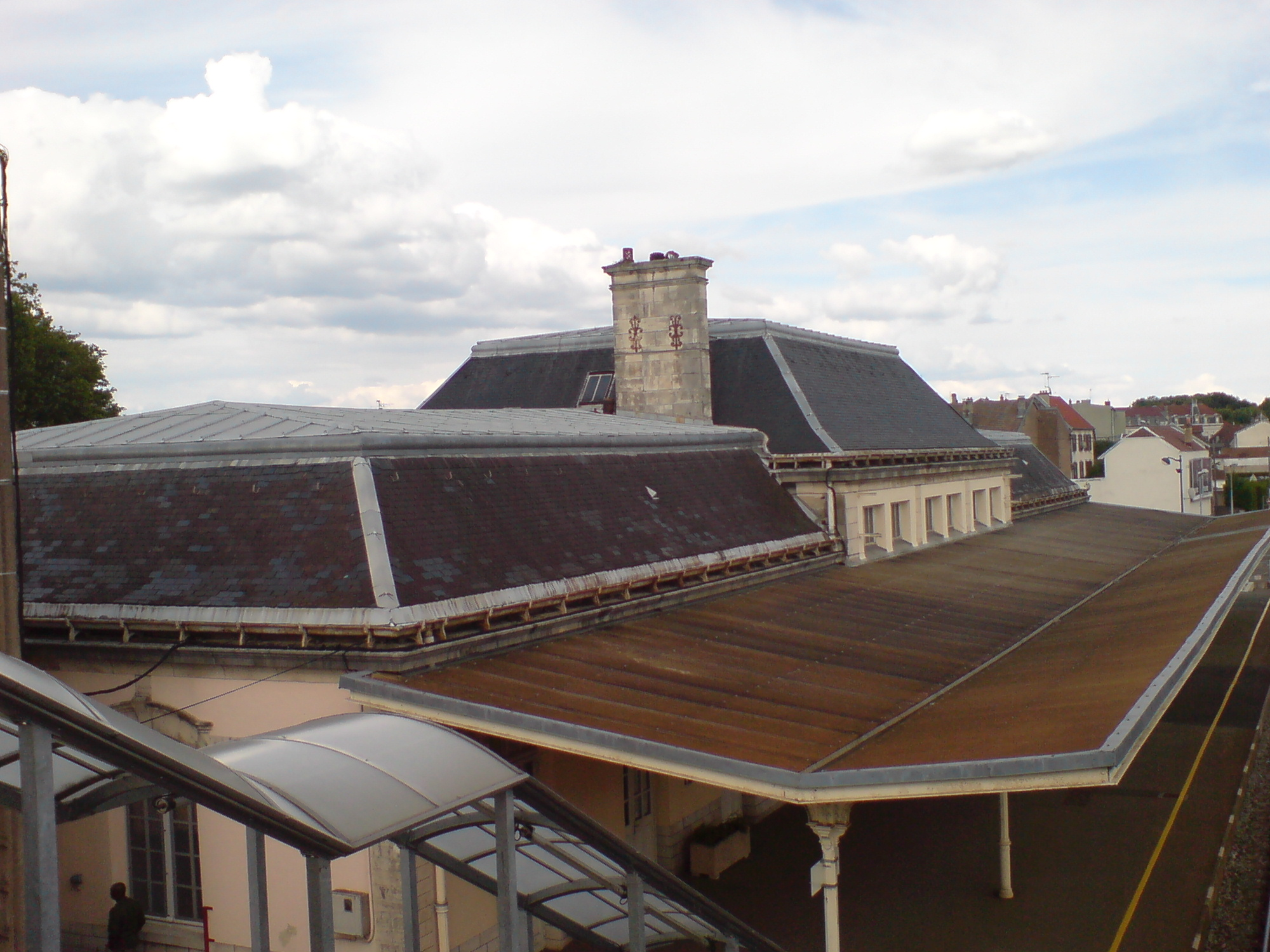
Vue de la gare en service depuis la passerelle.
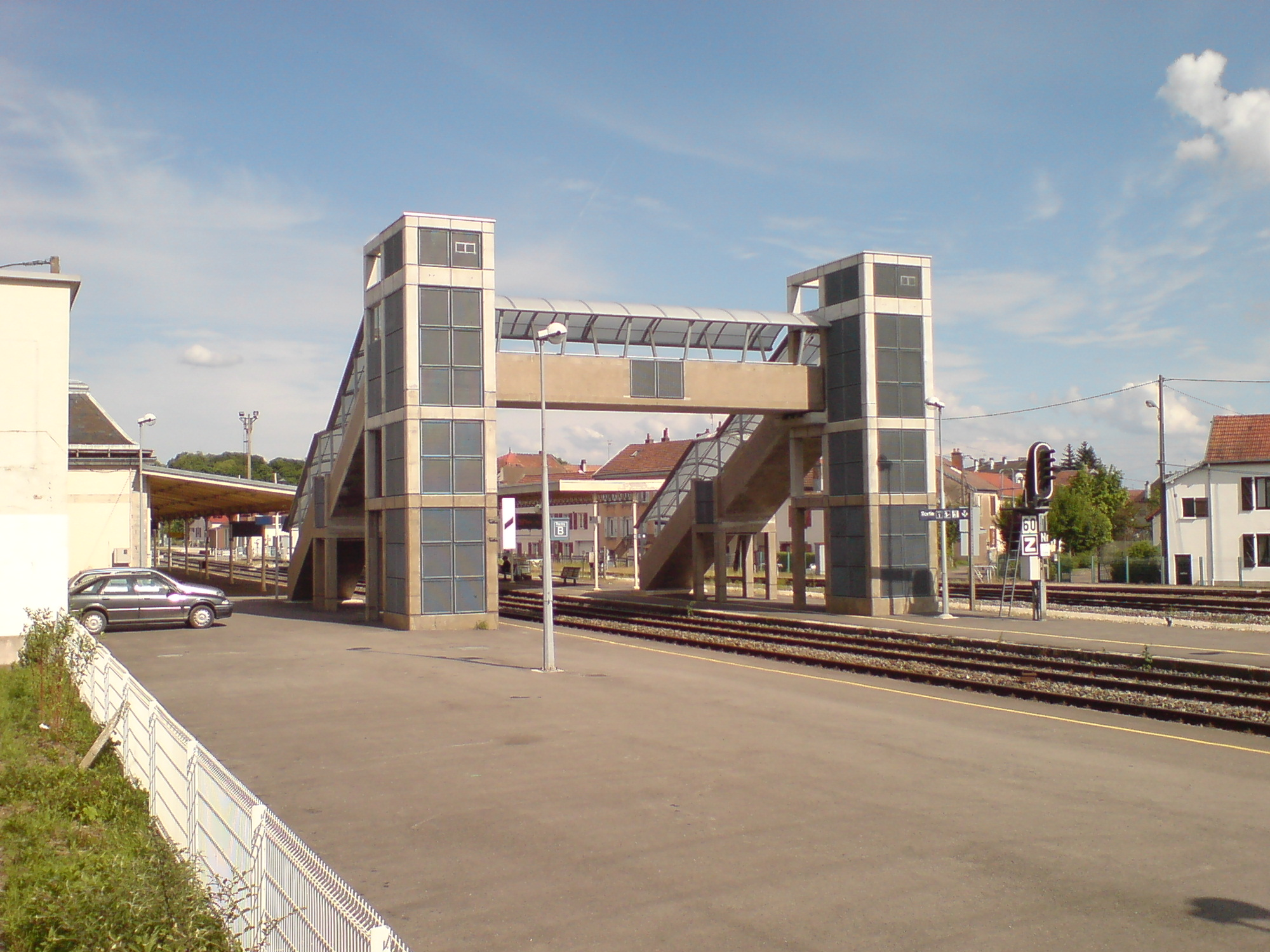
La passerelle couverte, accessible aux personnes à la mobilité réduite, permet l'accès en toute sécurité au deuxième quai (construite en 2006).
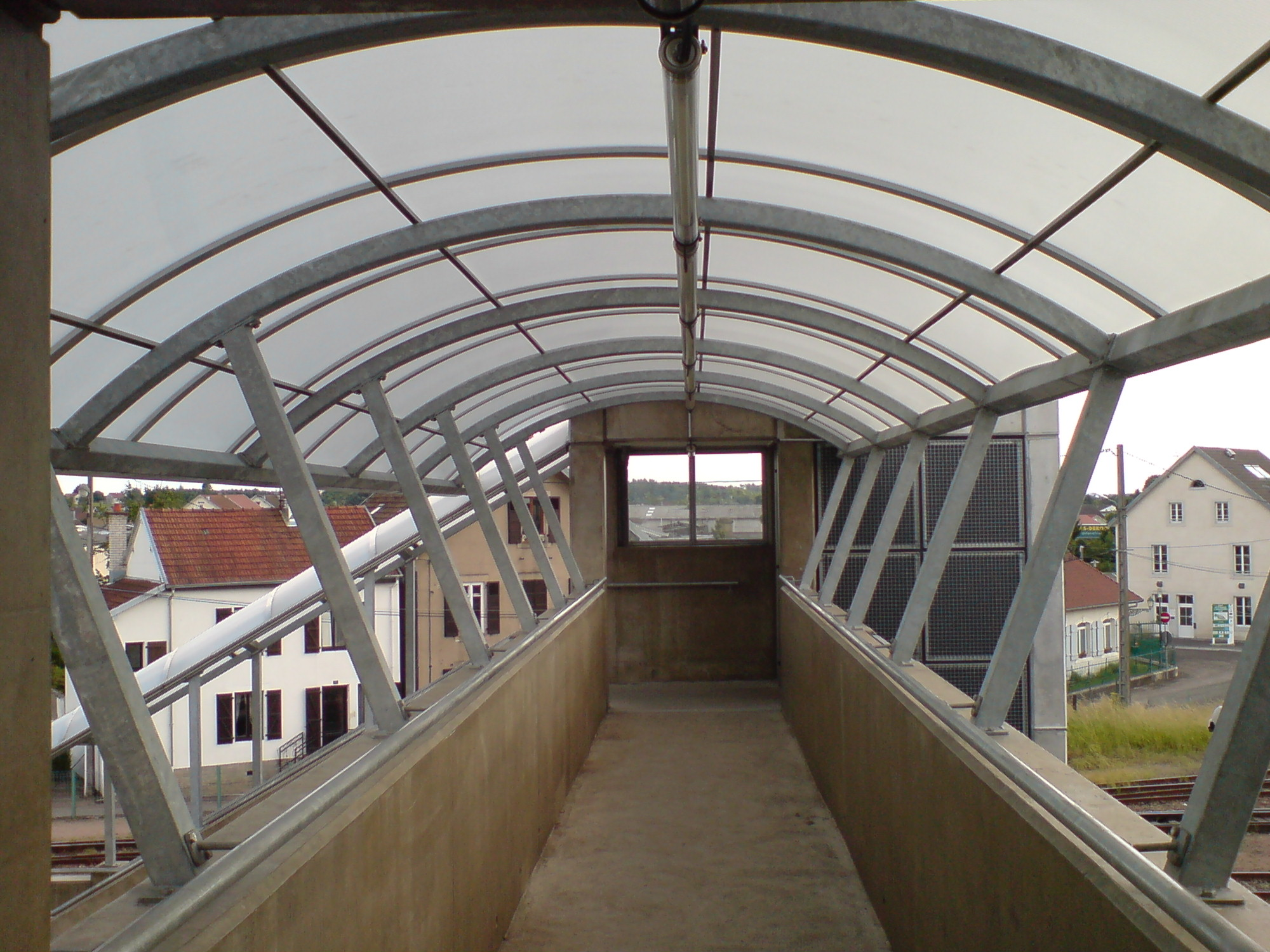
Vue de l'intérieur de la passerelle.